# Etrusca disciplina

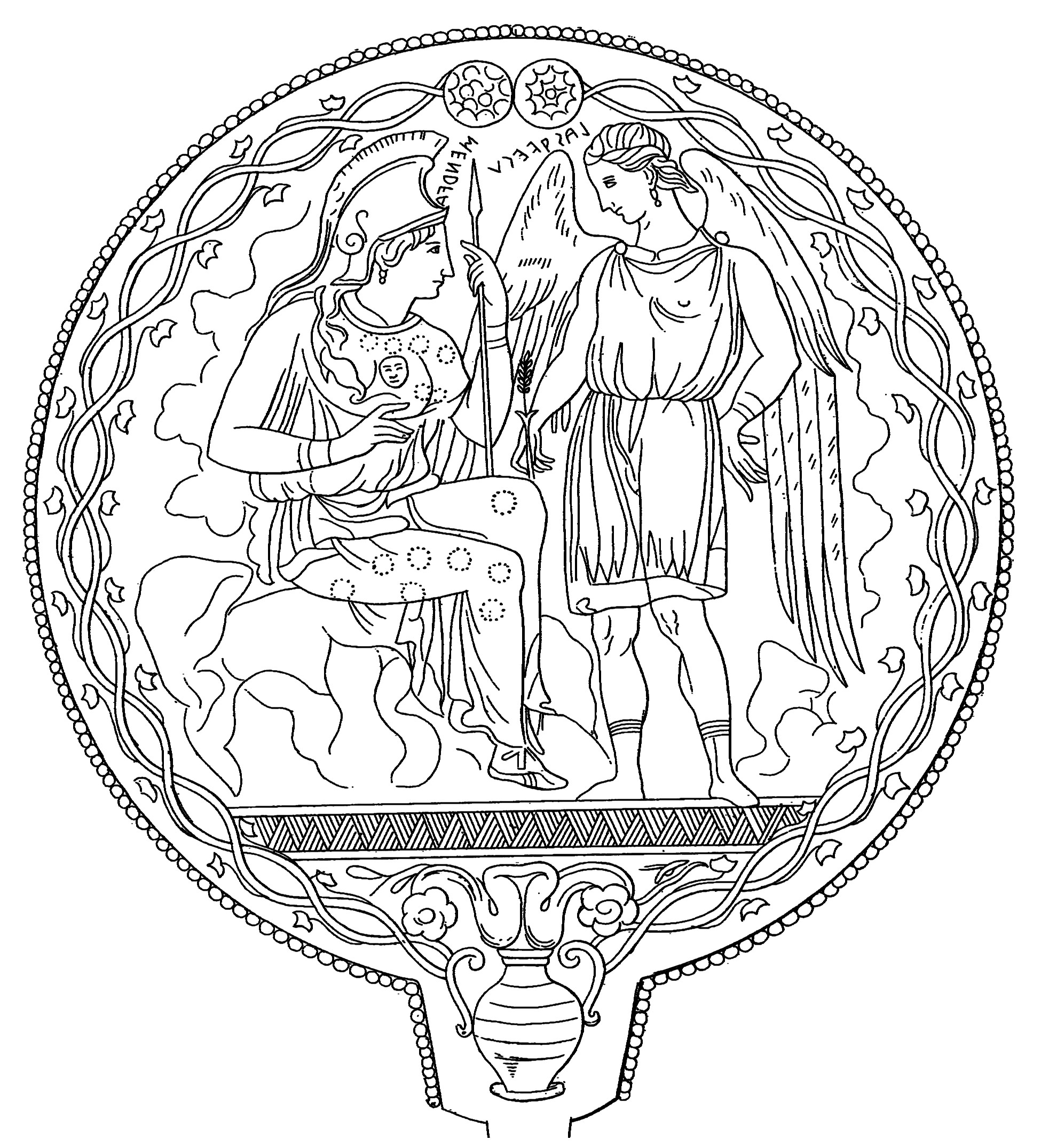
Die wahrsagende Lasa Vecu (rechts) mit der Göttin Menrva. Etruskischer Bronzespiegel aus dem 3. Jh. v. Chr.

Etrusca disciplina (dt. etruskische Disziplin, Lehre, Bildung) ist die römische Bezeichnung für die religiösen Lehren und Praktiken der Etrusker. Dieses Regelwerk wurde von den Etruskern schriftlich niedergelegt und später von den Römern in das Lateinische übersetzt. Die etruskischen Aufzeichnungen und der etruskische Name des Regelwerks sind nicht überliefert, die lateinischen Übersetzungen sind nur fragmentarisch erhalten geblieben.

## Bezeichnung
Bei Varro und bei Plinius findet sich die Bezeichnung Etrusca disciplina, ebenso bei Valerius Maximus. Von Livius und Arnobius ist dagegen die Benennung als Disciplina etrusca überliefert. Im Lateinischen können adjektivische Attribute sowohl vor als auch hinter das Substantiv gestellt werden. In der modernen Forschung wird überwiegend die Bezeichnung Etrusca disciplina verwendet.
Vor allem Cicero verwendet noch andere Bezeichnungen für das Regelwerk:
- Chartae Etruscae[8]
- Etruscorum scripta[9]
- Etrusci libri[10]

Von einer Etrusca disciplina spricht Cicero nur indirekt.

## Inhalt

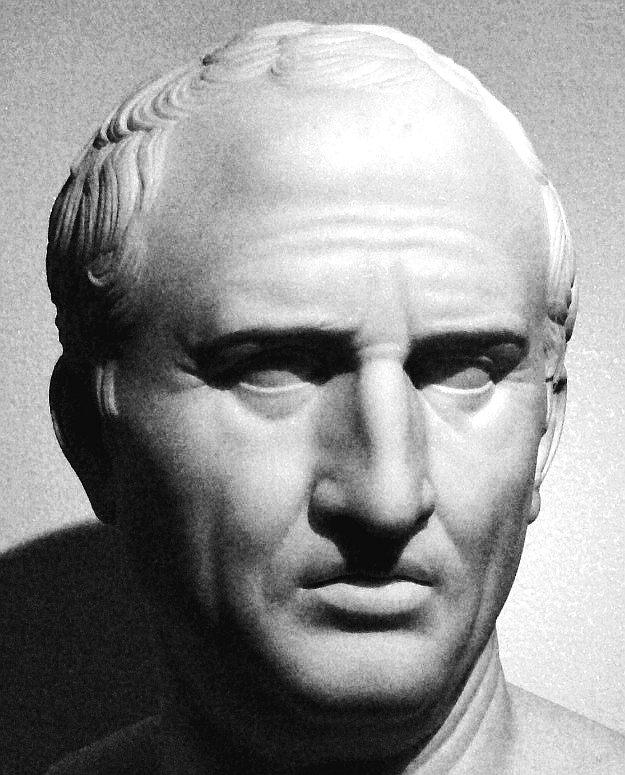
Marcus Tullius Cicero

Nach Cicero bestand das Regelwerk aus den libri haruspicini, libri fulgurales und libri rituales. Die libri haruspicini behandelten die Weissagung anhand der Überprüfung der Eingeweide von Tieren (Eingeweideschau), die libri fulgurales enthielten Regeln zur Deutung der Blitze (Blitzlehre). Die libri rituales umfassten dagegen einen wesentlich größeren Komplex, zu dem die Normen des Kultes, die Vorschriften für die Weihung von Heiligtümern, für die zivilen und militärischen Ordnungssysteme, für die Gründung von Städten und für die Unterteilung der Felder (Limitationslehre) gehörten. Sie enthielten außerdem die libri fatales mit Aufzeichnungen über die Zeiteinteilung und die befristeten Zeiten des Lebens der Menschen und Völker (Säkularlehre), die libri acherontici, benannt nach dem Unterweltfluss Acheron, mit Lehren über das Jenseits und die Bestattungsriten und schließlich Abhandlungen über die Interpretation der Vorzeichen und Wunder (Ostentaria). Zur Vorzeichendeutung zählte neben der Interpretation atmosphärischer Erscheinungen auch die Beobachtung des Vogelflugs (Auspicium).
1. libri haruspicini (Eingeweideschau)
2. libri fulgurales (Blitzlehre)
3. libri rituales
  - Riten der Stadtgründung und Feldvermessung (Limitationslehre)
  - Weihung von Heiligtümern, Festungsanlagen und Stadttoren
  - Einteilung der zivilen und militärischen Ordnungssysteme
  - libri fatales (Säkularlehre)
  - libri acherontici (Jenseitslehre)
  - ostentaria (Vorzeichenlehre)

## Entstehung
Nach Censorinus haben die Könige (Lukumonen) der etruskischen Frühzeit die Disciplina schriftlich niedergelegt. Das gilt aber wahrscheinlich nur für einen Kern der Disciplina, der im Lauf der nachfolgenden Jahrhunderte erweitert wurde. Die ersten Lehren erhielten die Etrusker als Offenbarung von einem göttlichen Überbringer mit Namen Tages. Diese Unterweisungen wurden niedergeschrieben und umfassten zunächst nur die Eingeweideschau. Im Lauf der Zeit ergänzten die Etrusker diese Lehren. Man nannte sie schließlich bei den Römern libri tagetici oder auch tagetica sacra. Sie umfassten neben den libri haruspicini auch die Jenseitslehren der libri acherontici. Ursprünglich dürfte jede etruskische Stadt eine eigene Aufzeichnung der etruskischen Lehre gehabt haben.
Weitere Lehren wurden den Etruskern durch die Nymphe Vegoia (etruskisch Lasa Vecuvia oder Lasa Vecu) mitgeteilt. Ihre Offenbarungen wurden wahrscheinlich in den libri fulgurales und einem Teil der libri rituales festgehalten. Bereits in der Antike hat man diese Teile der Disciplina als libri vegoici bezeichnet. Die Niederschriften zur Feldvermessung entstanden nach antiker Überlieferung anscheinend erst im 1. Jahrhundert v. Chr. Insgesamt weist der normative Charakter der Disciplina auf eine überwiegende Entstehung in der Endphase der geistigen und religiösen Entwicklung der etruskischen Gesellschaft hin. Es ist vorstellbar, dass die kanonische Ausarbeitung dieser Schriften erst in der Endzeit von führenden Priestern eines Kollegiums durchgeführt wurde. Jedenfalls waren noch in der Spätantike zwei Sammlungen von Schriften bekannt, die nach den Überbringern der Lehren benannt waren.
- libri tagetici: libri haruspicini (Eingeweideschau) & libri acherontici (Jenseitslehre)
- libri vegoici: libri fulgurales (Blitzlehre) & Teile der libri rituales (Limitationslehre  u. a.)

## Antike Quellen
Die etruskischen Niederschriften der Etrusca disciplina sind alle nicht mehr erhalten. Auch die lateinischen Übersetzungen haben bis auf ein Fragment die Zeiten nicht überdauert. Allerdings übernahmen römische Schriftsteller einiges aus den lateinischen Übersetzungen dieser Bücher. Da zahlreiche römische Werke ebenfalls verloren gegangen sind, ist die Quellenlage dürftig.
Eine der wichtigsten antiken Quellen zu den etruskischen Lehren und Praktiken ist das Werk De divinatione von Cicero (106–43 v. Chr.). In den Naturales quaestiones gibt Seneca (ca. 1–65 n. Chr.) ebenfalls Einblicke in die etruskischen Riten. Auch Varro (116–27 v. Chr.) beschäftigte sich mit den etruskischen Lehren. In De lingua Latina berichtet er von den etruskischen Riten bei der Gründung von Städten. Von seinen Schriften ist allerdings wenig überliefert, aber Censorinus (3. Jh. n. Chr.) nimmt in De die natali häufig Bezug auf Varro und sein Werk. Eine weitere antike Quelle sind die Facta et dicta memorabilia von Valerius Maximus (1. Jh. n. Chr.). Plutarch (ca. 45–125 n. Chr.) beschreibt in seiner Biografie über Romulus die Riten der Stadtgründung.
Plinius  (23/24–79 n. Chr.) ging in seiner Naturalis historia auf die Zeichendeutung bei den Etruskern ein und gab als Quellen die Schriftsteller Caecina, Tarquitius und Caesius an. Aulus Caecina (1. Jh. v. Chr.) stammt aus einer etruskischen Familie und galt als Experte für die etruskische Wahrsagekunst. Er verfasste wahrscheinlich ein lateinisches Werk mit dem Titel De etrusca disciplina. Tarquitius Priscus oder Tuscus, ebenfalls etruskischer Herkunft, war ein Übersetzer von Teilen der Disciplina aus dem Etruskischen in das Lateinische, die unter dem Titel ostentarium tuscum bekannt waren. Die Schriften von Caecina und Tarquitius sind zwar nicht erhalten, dürften aber Cicero und Varro vorgelegen haben.
Festus (2. Jh. v. Chr.) gibt in De verborum significatu, einer bearbeiteten Fassung des gleichnamigen Wörterbuchs von Flaccus (1. Jh. v. Chr.), einen kurzen Überblick über den Inhalt der libri rituales. Weitere Hinweise und Ergänzungen zur etruskischen Lehre findet man in den Kommentaren zu Horaz von Acron (2. Jh. n. Chr.) und zu Vergil von Servius (Ende 4. Jh. n. Chr.), ebenso in den Res gestae von Ammianus Marcellinus (330–395/400) und bei Arnobius (4. Jh. n. Chr.). Bei Servius und Arnobius werden insbesondere Bezeichnung und Inhalt der libri acherontici aufgeführt. Macrobius (385/390–nach 430) erwähnt das ostentarium tuscum in seinem Werk Saturnalia.
Das einzige erhaltene Textfragment der Etrusca disciplina stammt aus dem Corpus agrimensorum Romanorum, einem Werk zur Feldvermessung aus der Spätantike. Es handelt sich dabei um einen Auszug aus der Lehre der Nymphe Vegoia (Lasa Vecu). Bereits Tarquitius scheint eine lateinische Übersetzung dieser Prophezeiungen verfasst zu haben. Das Vegoia-Fragment könnte auf diese Übersetzung zurückgehen.

## Forschung

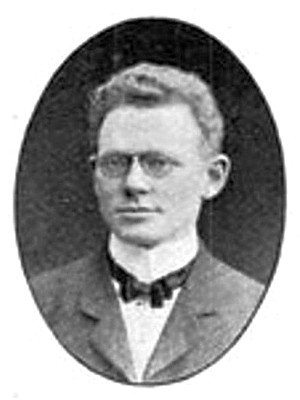
Carl Olof Thulin um 1900

Carl Olof Thulin, ein schwedischer Altphilologe und Religionswissenschaftler, versuchte, die Etrusca disciplina mit Hilfe antiker Quellen zu rekonstruieren, und veröffentlichte zwischen 1906 und 1909 passend zu den drei Büchern der Disciplina drei Bände: Die Blitzlehre, Die Haruspicin und Die Ritualbücher. Das Kompendium ist heute noch als Materialsammlung und kritische Deutung der literarischen Quellen maßgebend.
Gliederung der Etrusca disciplina nach C. A. Thulin
I. Libri fulgurales
A. Die Himmelsregionen
B. Die Blitzgötter und ihre Manubien
C. Die Erforschung und Deutung der Blitze
D. Das Sühnen der Blitze
E. Die Blitzbeschwörung
II. Libri haruspicini
A. Etruskische und römische Extispicin
B. Hostiae animales et consultatoriae
C. Probatio
D. Cousultatio
E. Die magische Kraft der Eingeweide
F. Die griechische Extispicin
III. Libri rituales
A. Die Anlage der Stadt und die Teilung des Landes
B. Die Organisation des Staates
C. Libri fatales. Acheruntici
D. Die Lehre von den Ostenta. Ostentaria